# FAW Group
Pour les articles homonymes, voir FAW (homonymie).
FAW Group (en chinois : 第一汽车集团), anciennement First Automobile Works, est une entreprise publique chinoise spécialisée dans la construction automobile. Elle produit des voitures, des bus et des camions. C'est le troisième constructeur automobile chinois, avec 3,080 millions de véhicules fabriqués en 2014 .

## Histoire du groupe
C'est le 15 juillet 1953, avec l’appui du comité central du Parti communiste Chinois et l’assistance de l’Union soviétique que s'établit à Changchun sous le nom de First Automotive Works le premier producteur de voitures de Chine, qui deviendra en 1992 First Automotive Group Corporation.
First Automobile Works ne construit initialement que des camions commerciaux. Mais dès 1958 commence la production de voitures particulières; des berlines de luxe à Hong Qi, réservées à l'élite du parti.
En 1987, il a essayé une coentreprise avec Mercedes-Benz pour y fabriquer la W123 en version 200 ou 230 L. 828 exemplaires furent fabriqués et un an plus tard Mercedes-Benz décida de se retirer,.
En 1990, FAW entreprend une coopération avec le groupe Volkswagen, en 2003 avec Toyota et avec Mazda. Ces partenariats étant imposés au constructeurs étrangers pour pouvoir s'introduire sur le marché chinois.

## Sociétés

### FAW-Volkswagen
FAW-Volkswagen est fondé en 1991.
En juin 2015, le gouvernement chinois indique qu'il permet à Volkswagen d'augmenter sa participation dans sa coentreprise avec FAW de 40 % à 50 %, augmentation qui aurait un montant estimée de 5 milliards de dollars.

### FAW Toyota
Coentreprise créée en 2003 entre Toyota et FAW Group 
Sites d'assemblage :
- Tianjin :Toyota Corolla, Toyota RAV4
- Chengdu : Toyota Land Cruiser Prado et le minibus Toyota Coaster
- Changchun : Toyota Land Cruiser, Toyota Prius II et III, Toyota Corolla

Pour leurs dix ans de coopération, FAW et Toyota ont décidé de créer leur propre marque, Ranz (en chinois Shi Lang).

### FAW-Mazda
FAW-Mazda est une coentreprise fondée en 2005.

### FAW-Mercedes
Coentreprise créée en 1987 entre Mercedes-Benz et FAW Group pour assembler la Mercedes-Benz W123 en version 200 (828 exemplaires avant la fermeture en 1988).

## Locaux
- Changchun : un centre de recherche et développement, le siège de l'entreprise et deux usines (une pour FAW-Volkswagen et une pour FAW).
- Chengdu : une usine FAW-Toyota, une usine FAW Jie Fang Truck Co Ltd et deux usines FAW-Volkswagen.
- Dalian : une usine de construction de bus hybrides.
- Foshan : une usine FAW-Volkswagen.
- Hainan : une usine FAW-Mazda et un centre de crash-test.
- Harbin : une usine de camions.
- Pudong : une usine FAW Jie Fang Truck Co Ltd.
- Tianjin : 3 usines FAW-Toyota.
- Qingdao : une usine de camions FAW Jie Fang Truck Co Ltd.

## Modèles de véhicules
- FAW Jiaxing :
- FAW Vita C1 :
- FAW Vita V2 :
- FAW Vizi :
- FAW Vela :
- FAW Freewind :
- FAW Xenia M80 :

FAW a créé 4 nouvelles marques afin de les positionner sur un segment du marché :
Xiali :
- Xiali N3 :
- Xiali N5 :

Haima Automobiles :
- Haima 2 :
- Haima H11 :
- Haima 3 :
- Haima Family :
- Haima Freema :

Besturn :
- Besturn B50 :
- Besturn B70 :
- Besturn B90 :
- Besturn X80 :

Hongqi Automobiles :
- Hongqi 770 :
- Hongqi 771 :
- Hongqi 773 :
- Hongqi HQ3 :
- Hongqi Premium Luxury :
- Hongqi HQE :
- Hongqi CA750 : voiture restée à l'état de prototype
- Hongqi CA7200 : Audi 100 de 3e génération rebadgée.
- Hongqi Ming Shi : Hongqi CA7200 restylée
- Hongqi H7 :
- Hongqi EH7
- Hongqi EHS7

## Ventes à l'exportation
Tout en fabriquant principalement des produits destinés à son marché intérieur, FAW a exporté dans de nombreux pays à partir de 1957 comme l'Égypte, l'Irak, le Kenya, le Mexique, la Birmanie, le Pakistan, la Russie,  l'Afrique du Sud, l'Iran le Zimbabwe et l'Uruguay.